# 印度尼西亞入侵東帝汶
印度尼西亚入侵东帝汶，印度尼西亚方面称之为莲花行动，是1975年12月6日印度尼西亚以反殖民主义为借口对东帝汶发动的一场军事行动。此次军事行动推翻了东帝汶独立革命阵线政府，将东帝汶吞并，设立印尼的东帝汶省，開啟了东帝汶印度尼西亚占领时期。